# Wilhelm Eduard Fuss
Wilhelm Eduard Fuss (* 3. Juni 1804 in Breslau; † 23. Oktober 1849 in Berlin) war ein deutscher Chemiker. Er unterrichtete am Berliner Gewerbeinstitut und war maßgeblich an der Wiederentdeckung der Millefiori-Technik beteiligt.

## Leben und Werk

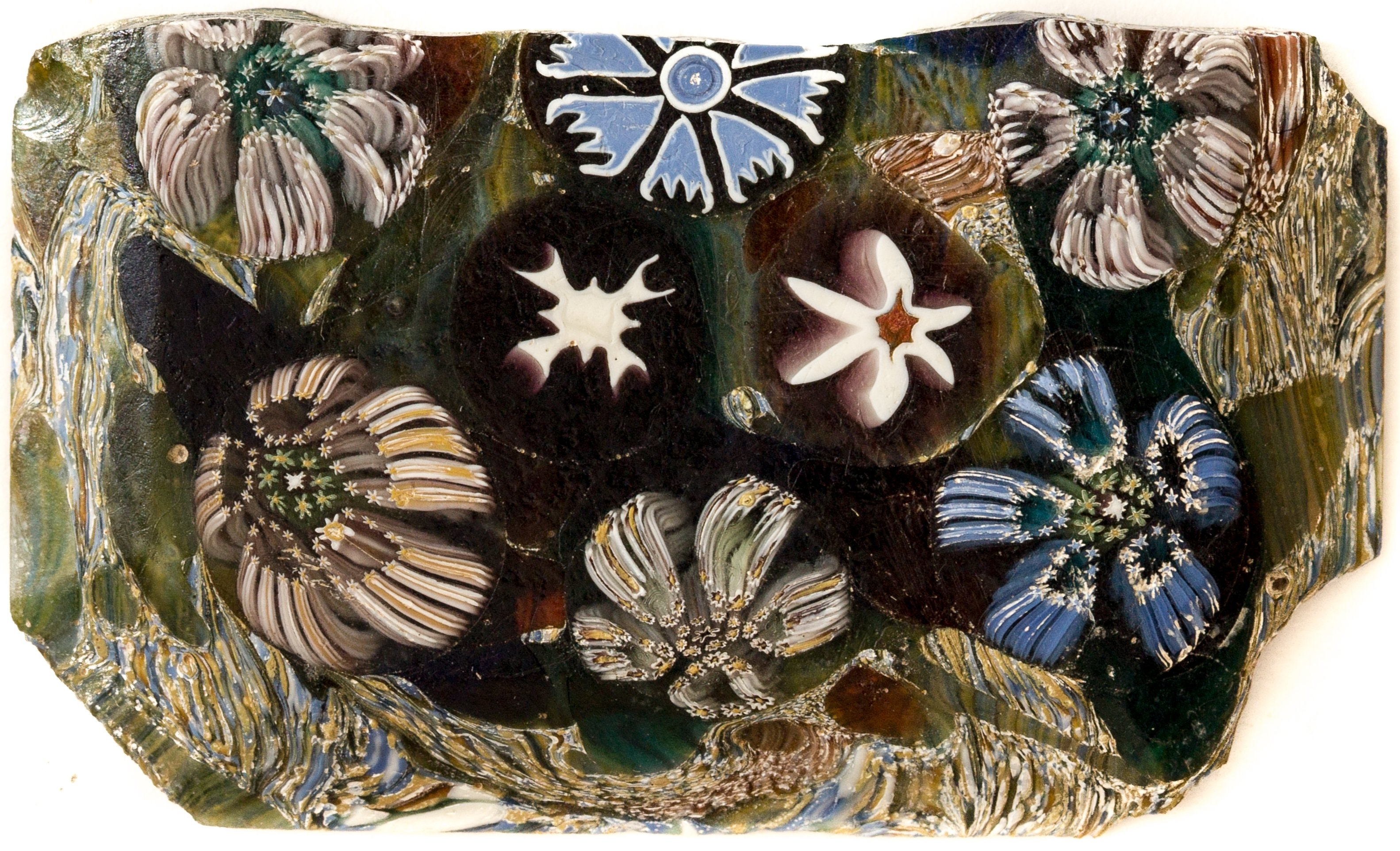
Fragment eines Millefiori-Plättchens, Vorderansicht. Vermutlich Hoffnungsthal, um 1833. Maße (L × B × H): 4,6 × 2,7 × 0,4 cm. Sammlung Gerd Mattes, Wien.

Fuss verbrachte seine Kindheit zunächst in Breslau, bis seine Eltern 1807 nach Berlin übersiedelten. Dort war er drei Jahre lang „Pharmacie Lehrling“, bevor er im Oktober 1828 sein Studium an der Universität Göttingen aufnahm. Dort wurde er 1829 an der Philosophischen Fakultät zum Dr. phil. promoviert.
Ab 1830 war er in der Hütte Hoffnungsthal tätig, wo auch Franz Pohl als Aushilfskraft an Experimenten der Wiederherstellung von Mosaikgläsern des Millefiori-Typs teilnahm. Hier könnte es zu einem Zusammentreffen mit Franz Pohl, dem späteren Direktor der Glashütte Carlsthal (Karlstal, jetzt Orle), gekommen sein.
Von 1831 bis 1833 arbeitete er als Lehrer am Gewerbeinstitut in Berlin.
Im Auftrag von Peter Beuth wurden im Sommer 1833 von Fuss in Hoffnungsthal die ersten Stücke aus Millefioriglas produziert und in Berlin gezeigt.
Im Geheimen Preußischen Staatsarchiv ist unter GStA, I. HA, Rep. 120, DXII 1, Nr. 1, Bd. 2, (1832–34) fol. 84–100 ein Bericht von Fuss an Beuth vom 24. März 1834 mit der Überschrift: „Bericht über die Resultate der auf Veranlassung eines Hohen Ministerii des Inneren für Handel u. Gewerbe auf der den Gebrüdern Matterne gehörigen schlesischen Glashütte Hoffnungsthal im Sommer 1833 angestellten Versuche zur Darstellung des venetianischen Mille-Fiori und der antiken Glasmosaik“ archiviert. Dieser Bericht scheint ein wichtiger Hinweis auf die nachweislich bereits im Jahr 1833 erbrachten bahnbrechenden Leistungen von Fuss für die Wiederentdeckung alter Techniken auf der Hütte Hoffnungsthal zu sein. Später geborene Glasmacher konnten auf seine Erkenntnisse aufbauen.
1834 ersuchte Fuss dafür um ein Patent für fünf bis sechs Jahre. Der Antrag auf dieses Patent wurde von Beuth mit der Begründung abgelehnt, dass Fuss auf Kosten des Staates experimentiert habe, und er musste sein „Arcanum“ zur Herstellung des Millefiori-Glases schriftlich hergeben.
Ende 1835 erhielt Christian Benjamin Preussler (1776–1849), Besitzer der schlesischen Hütte Carlsthal, von Beuth die Abhandlung von Fuss, jedoch mit der Auflage, den Text niemandem zu zeigen und ihn nur für die Arbeit in der eigenen Hütte zu verwenden.
Ebenfalls 1835 wurde Fuss vom Verein zur Beförderung des Gewerbefleißes in Preußen der Preis für die Rezeptur eines vereinfachten Verfahrens zur Herstellung von Gold-Rubin zuerkannt.

1836 lobte Heinrich Menu von Minutoli in seinem Werk Über die Anfertigung und die Nutzanwendung der farbigen Gläser bei den Alten die Fähigkeiten von Fuss und schrieb dazu unter anderem:
„Alle Versuche, die einer der geschicktesten Glasfabrikanten von Murano zur Anfertigung einer Mosaik-Glaskugel, wie die von mir aus Ägypten mitgebrachte, die ich ihm, Behufs dieser Arbeit anvertraut, anstellte, blieben fruchtlos; umso erfreulicher ist es mir gegenwärtig, meinen Lesern versichern zu können, dass es Herrn Dr. Fuss hierselbst, auf Anregung der Direction des hiesigen Königl. Gewerbevereins, nach einem mehrmonatlichen Aufenthalt in der Glashütte zu Hoffnungsthal bei Schreiberau in Schlesien gelungen ist, dieses Kunstprodukt in einem so hohen Grade der Vollkommenheit darzustellen, dass es vollkommen den Vergleich [mit Gläsern] dieser Art, die aus dem höchsten Alterthume stammen, oder aus den Werkstätten von Murano hervorgingen, aushalten kann.“
1838 war Fuss Betriebsbeamter bei der chemischen Fabrik zu Schönebeck an der Elbe.
1839 schenkte Beuth ein unbeschädigtes Plättchen – ähnlich dem abgebildeten – dem heutigen Kunstgewerbemuseum der Staatlichen Museen zu Berlin – Stiftung Preußischer Kulturbesitz, wo es unter der Nummer K 521 archiviert ist.
Anfang 1841 errichtete Fuss in Schönebeck eine Glasfabrik mit 14 Arbeitern, die Ende des Jahres 1841 bereits eine Abteilung für „venetianisches Mille-Fiori und Kunstglas“ hatte. Mitte 1841 beschickte er die Provinzial-Gewerbe-Ausstellung in Halle an der Saale, bei der er unter anderem zwei Tabatieren-Platten zeigte.
1842 war Fuss war auch auf der „Allgemeinen deutschen Industrie-Ausstellung“ in Mainz vertreten. Im April 1842 erhielt er für sein Verfahren, „Gläser nach Art der venetianischen herzustellen“, ein Patent auf 8 Jahre. Ende 1842 musste er den Betrieb in Schönebeck aus Mangel an finanziellem Erfolg schließen.
Ab 1846 lebte Fuss wieder in Berlin, wo er ein Laboratorium besaß, in dem er chemische Versuche anstellte. Die Millefiori-Erzeugung dürfte er dort nicht mehr betrieben haben, weil der Berichterstatter über die Gewerbeausstellung in Berlin bereits im Jahr 1844 schrieb, dass nach deren Beendigung durch Fuss im Dezember 1842 jetzt nur mehr Franz Pohl in der Josephinenhütte Millefiori erzeugte.
Bereits am 2. Oktober 1849 wurde über sein nachzulassendes Vermögen Konkurs eröffnet.